# Peter & Gordon (album uit 1964)
Peter and Gordon was het eerste muziekalbum van Peter & Gordon. Het verscheen in 1964. Peter & Gordon hadden mede dankzij Paul McCartney een platencontract gekregen bij EMI. McCartney had een affaire met Peters zuster Jane Asher. Het album werd in de Verenigde Staten uitgebracht onder de titel A world without love, naar de bekendste single van het album. Muziekproducent aldaar was Dave Dexter.
Het album stond slechts één week in de Britse Albumlijst. Dat was op plaats 18, dat in schril contrast tot het succes van de single A world without love (nummer 1).  

## Muziek
| Nr. | Titel                                                     | Duur |
| --- | --------------------------------------------------------- | ---- |
| 1.  | Lucille (Albert Collins, Little Richard)                  | 2:04 |
| 2.  | Five hundred miles (Hedy West)                            | 3;12 |
| 3.  | If I were you (Peter & Gordon)                            | 2:28 |
| 4.  | Pretty Mary (Peter, Paul & Mary)                          | 2:12 |
| 5.  | Trouble in mind (Richard M. Jones)                        | 2:15 |
| 6.  | A world without love (John Lennon, Paul McCartney)        | 2:38 |
| 7.  | Tell me how (Charles Hardin, Jerry Allison, Norman Petty) | 2:15 |
| 8.  | You don’t have to tell me (Peter & Gordon)                | 2:33 |
| 9.  | Leave me woman alone (Ray Charles)                        | 2:01 |
| 10. | All my trials (Peter & Gordon)                            | 2:29 |
| 11. | Last night I woke (Peter & Gordon)                        | 2:43 |